# UGC 12158
UGC 12158 je spiralna galaksija u zviježđu Pegaza. Naknadno je utvrđeno da je PGC 69533 ista galaksija. 2004. je u galaksiji eksplodirala supernova SN 2004EF.